# Georges Charbonnier
Georges Charbonnier (né à Levallois-Perret le 1er octobre 1913 et mort à Villejuif le 4 février 1990) est un producteur délégué à la Radiodiffusion-télévision française ,,.

## Biographie
Universitaire (docteur ès lettres et sciences humaines, enseignant à l’université de Paris-I Sorbonne), critique, traducteur, préfacier, écrivain, il est l'auteur d'un grand nombre d'entretiens restés célèbres par la qualité des propos des auteurs concernés et par la rigueur des questions de l'interviewer.
Pendant la seconde guerre mondiale, il rejoint la Résistance.
Un grand nombre de ses entretiens sont publiés, où ont fait l'objet d'enregistrements toujours disponibles. Il est le mari de la pianiste Janine Charbonnier.

## Entretiens
- Le monologue du peintre : entretiens avec Jean Bazaine, Georges Braque, Maurice Brianchon, avec neuf illustrations : couverture originale d'Alberto Giacometti, Julliard, 1959.
- Entretiens avec Raymond Queneau, Gallimard, 1962.
- Entretiens avec Michel Butor, Gallimard, 1967.
- Entretiens avec Claude Lévi-Strauss, UGE - 10/18, 1969 / Les Belles Lettres 2010
- Entretiens avec Edgard Varèse, Belfond, 1970.
- Entretiens avec André Masson, Julliard, 1958.
- Entretiens avec Jacques Audiberti, Gallimard, 1965.
- Entretiens avec Pierre Aigrain, sur l'Homme de science dans la société contemporaine, Gallimard, 1966
- Entretiens avec Jorge Luis Borges, Gallimard, 1967.
- Entretiens avec Marcel Duchamp, Dimanche, 1994.

## Œuvres de Georges Charbonnier
- Humour poétique. 50 inédits recueillis par Georges Charbonnier, "La Nef" N°71-72 - 1950.
- Gustave Singier, par Georges Charbonnier, Le musée de poche, 1957.
- Antonin Artaud : un essai de Georges Charbonnier, Seghers, 1970.
- Article Art & Mathématiques dans l'Encyclopédia Universalis[7].

## Œuvres enregistrées
- Bonjour, Monsieur Jarry, émission de Georges Charbonnier et Alain Trutat consacrée au père du Père Ubu, réalisée en 1951 par Alain Trutat et Georges Charbonnier. Coffret 2 CD (1h45) + livre  (Grand prix international du disque de l'Académie Charles Cros,1996), production : INA / André Dimanche - Distribué par Actes Sud. Réf: 2-86916-073-9.